# گمینا یژورانه
گمینا یژورانه (به لهستانی:  Gmina Jeziorany) یک گمینا در لهستان است که در شهرستان اولشتین واقع شده‌است. گمینا یژورانه ۲۱۳٫۵۱ کیلومتر مربع مساحت و ۸٬۱۴۰ نفر جمعیت دارد.